# Parque nacional Sierra de Órganos
El Parque Nacional Sierra de Órganos, comprende un área que corresponde al municipio de Sombrerete, en el estado mexicano de Zacatecas. Este lugar cuenta con varias elevaciones escarpadas y formaciones rocosas de extraña belleza generadas por diversos factores climáticos y geológicos, de forma similar a la de las cactáceas o a la de las pipas de aquellos instrumentos musicales de los cuales toma el nombre.
El principal atractivo de la reserva natural es visualizar con detenimiento las formaciones rocosas, creadas hace miles de años a partir de la actividad volcánica y la erosión. Alcanzando entre 20 y 60 metros de altura.
Aunado a la presencia de bosques de coníferas en las zonas altas y matorral y plantas xerófilas en las bajas, es refugio de algunas especies de animales endémicas de la región y otras en peligro de extinción. Es un lugar concurrido para la práctica de los deportes extremos como el ciclismo, el senderismo y también por la belleza escénica de sus paisajes.

## Decreto
El parque nacional se creó mediante un decreto expedido el 27 de noviembre de 2000, contando con un total de 1,125 hectáreas.

## Aspectos físicos

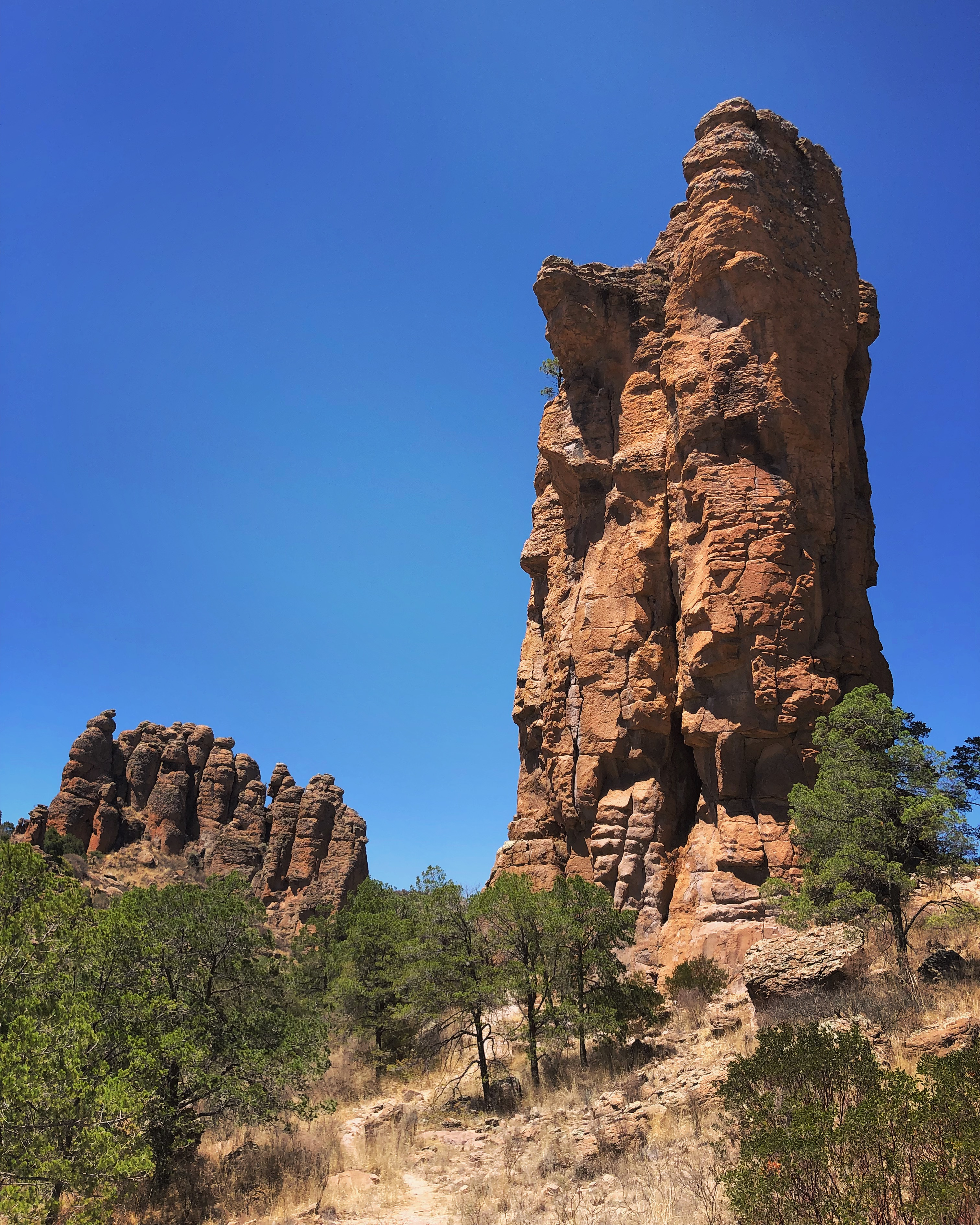
Formaciones rocosas.

### Ubicación
Se encuentra ubicado al norte de estado mexicano de Zacatecas aproximadamente a 165 kilómetros, ocupando una parte correspondiente al municipio de Sombrerete y de la comunidad de Villa Insurgentes, Sombrerete, Zacatecas que está a 27,59 kilómetros de parque nacional sierra de órganos. El acceso más cercano es la cabecera del municipio, la ciudad de Sombrerete, a una distancia de 30 kilómetros de esta ciudad, tomando la carretera 45 que lleva de Zacatecas a Durango hasta la altura del entronque de San Francisco de Órganos. El camino de terracería que entronca la carretera con el parque tiene una distancia de 10 kilómetros.

### Orografía
El parque comprende un área que corresponde a la provincia fisiográfica de la Altiplanicie Mexicana, y forma parte del sistema montañoso de la Sierra Madre Occidental. La topografía del terreno es accidentada y alcanza elevaciones hasta los 2,560 m s. n. m., siendo su punto más bajo los 2,120 m s. n. m. Esto da origen a lomeríos y cimas escarpadas que forman pequeñas mesetas, de las cuales desprenden inclinaciones verticales que pueden ser muy pronunciadas y cierren pequeños valles, desde los cuales se pueden apreciar las formaciones rocosas que vieron su origen en diversos factores climáticos y geológicos.

### Hidrografía
No cuenta con ríos importantes en la zona.

### Clima
El clima que presenta el lugar es semiseco, aunque varía de templado a caluroso durante el día, y de fresco a frío durante la noche. Las lluvias se presentan en verano y escasamente en invierno.

## Flora y fauna
De acuerdo al Sistema Nacional de Información sobre Biodiversidad de la Comisión Nacional para el Conocimiento y Uso de la Biodiversidad (CONABIO) en el Parque Nacional Sierra de Órganos habitan más de 240 especies de plantas y animales de las cuales 8 se encuentra dentro de alguna categoría de riesgo de la Norma Oficial Mexicana NOM-059  y 5 son exóticas,

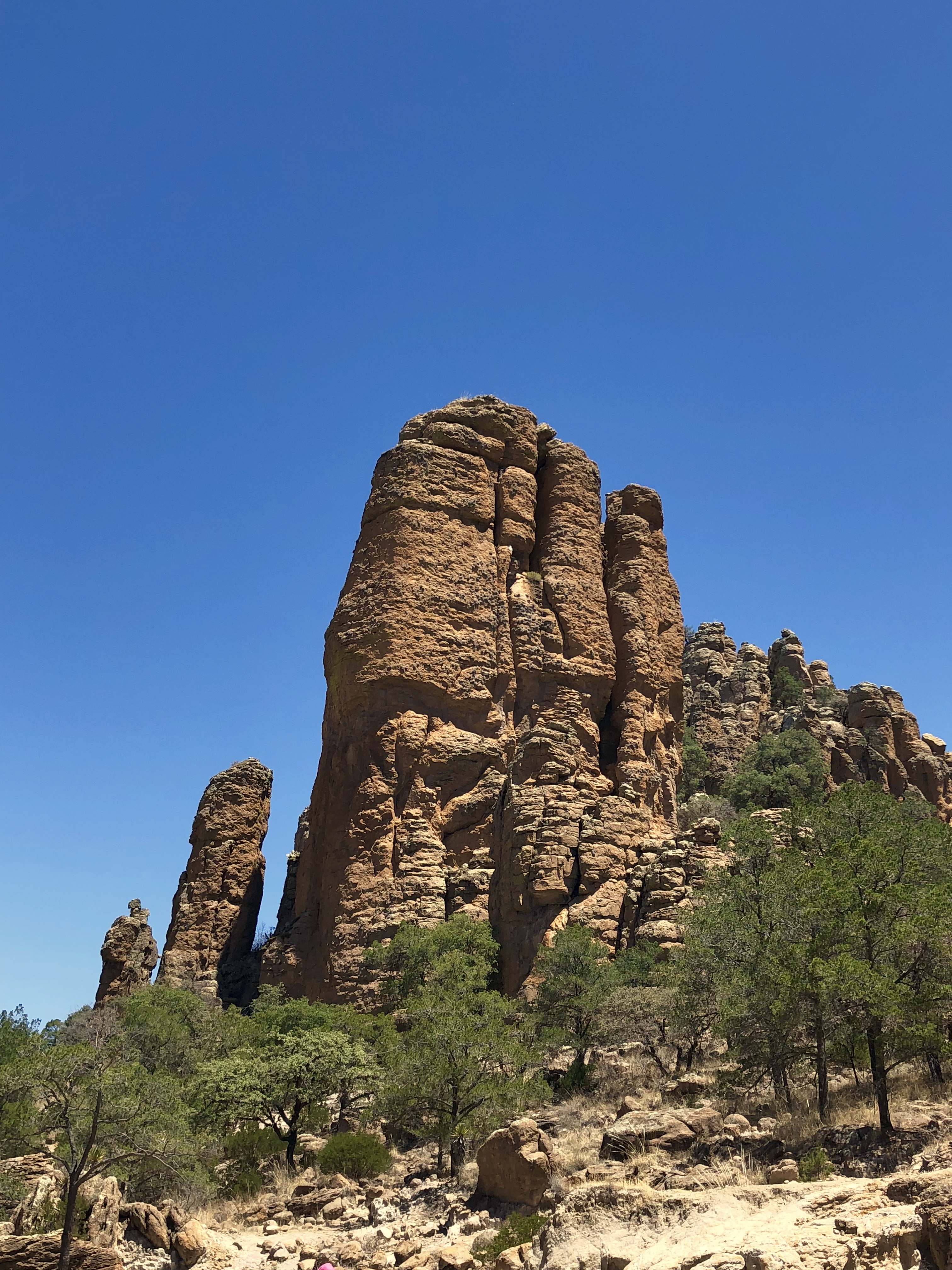
Bosque de pino-encino, compuesto principalmente de Pinus cembroides.

Por estar ubicado él la parte correspondiente a la Sierra Madre Occidental, este lugar representa refugio para algunas especies animales de las cuales algunas son endémicas de la zona. La fauna es característica de los bosques de coníferas en sus partes altas, y de pastizales, matorral plantas de clima seco.
Uno de los problemas que enfrenta la flora y fauna del lugar es la mala planeación, el desorden en cuanto a organización de actividades en el lugar y la falta de cuidado en él. Cercano a la zona se encuentran algunas comunidades y asentamientos humanos, que se dedica a actividades agropecuarias y ganaderas, lo cual ha ocasionado un grave deterioro en algunas zonas cercanas y pertenecientes al parque nacional. Aunado a este problema, se encuentra el de la explotación de las minas de arena en la zona.

### Flora
Las especies de coníferas que se encuentran dentro del parque son diversas, de las cuales están: el pino piñonero, el encino y el cedro. Otras especies de árboles y plantas son: la palma, el huizache, el maguey, el nopal duraznillo, el nopal tapón, la escobilla, el orégano, la manzanilla, el gatuño, la jarilla, el sotol, la biznaga, el guayabillo, el capulín, el tepozán, la escobilla de caballo, el cebollín y el helecho.

### Fauna
Algunas especies de animales son propias de la fauna que compone la región, aunque hay especies endémicas. Las especies comunes que se pueden encontrar en el lugar son: La liebre, la paloma huilota, la codorniz escamosa, la paloma de alas blancas, la calandria, el mapache, la zorra gris, el coyote, el tlacuache, el tejón, el gato montés y el venado cola blanca.
Entre las especies endémicas, algunas de las cuales son amenazadas por el hombre y en peligro de extinción están: El cacomixtle, la zorra norteña y el halcón peregrino.

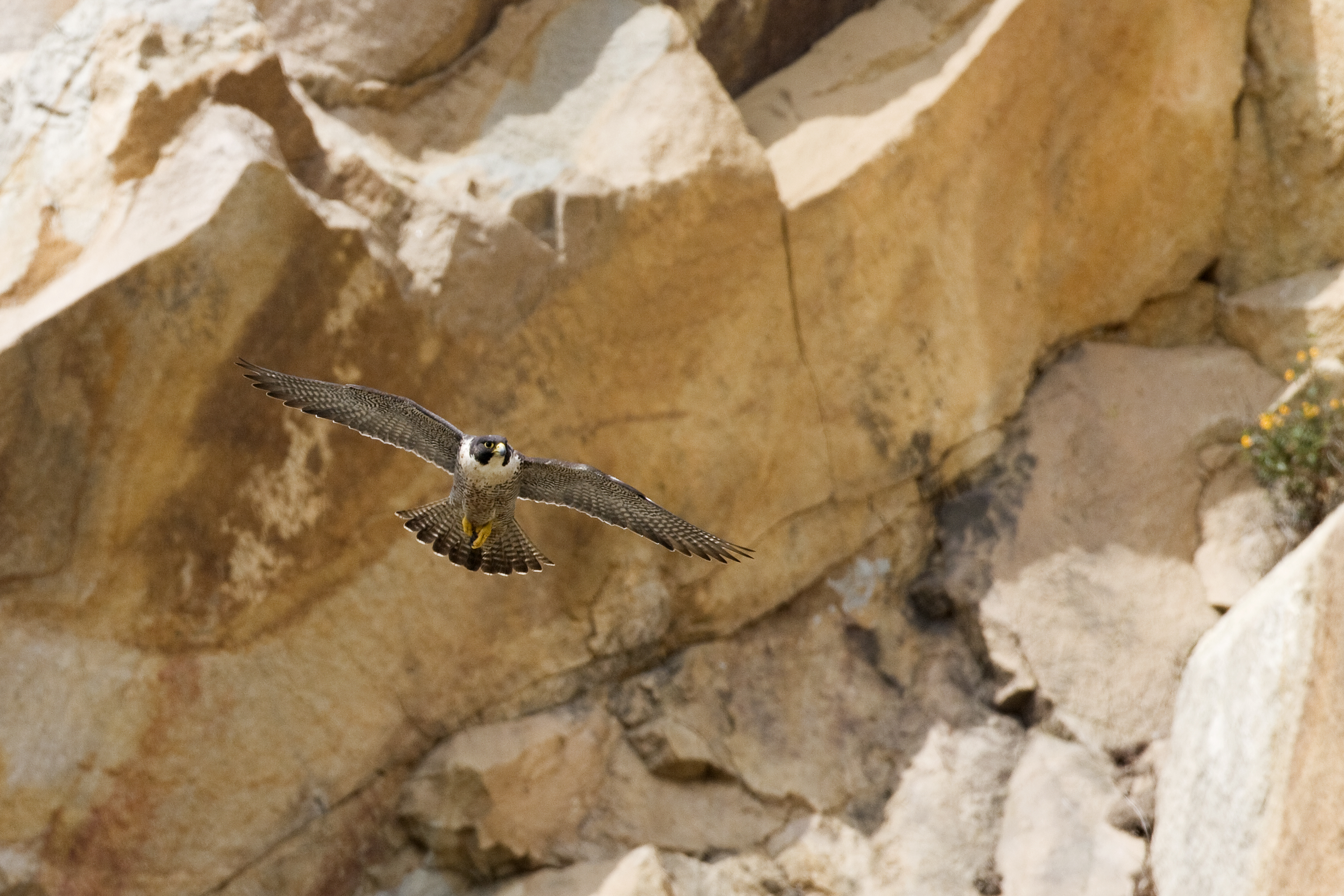
Halcón peregrino (Falco peregrinus)
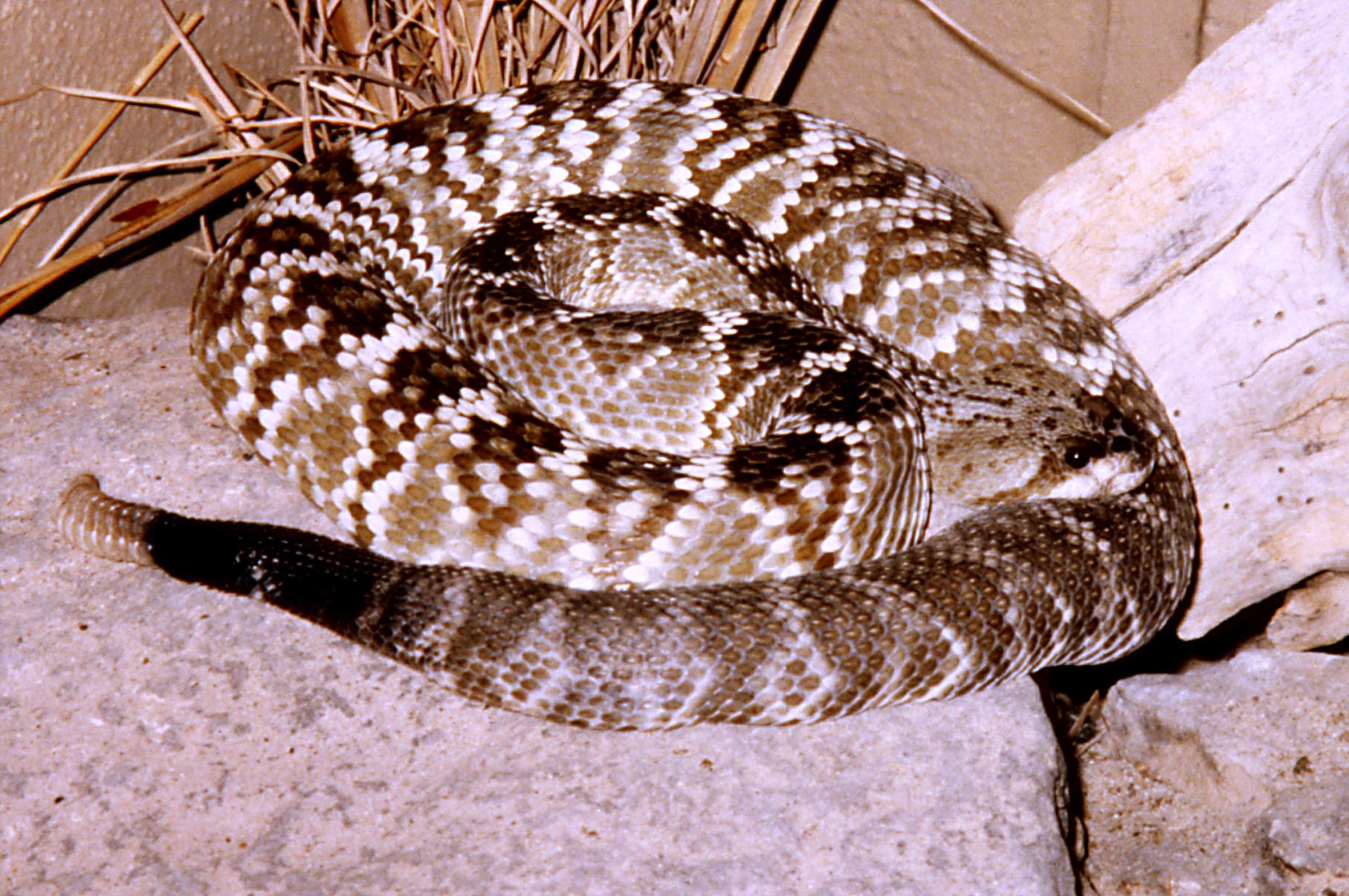
Víbora de cascabel (Crotalus molossus)
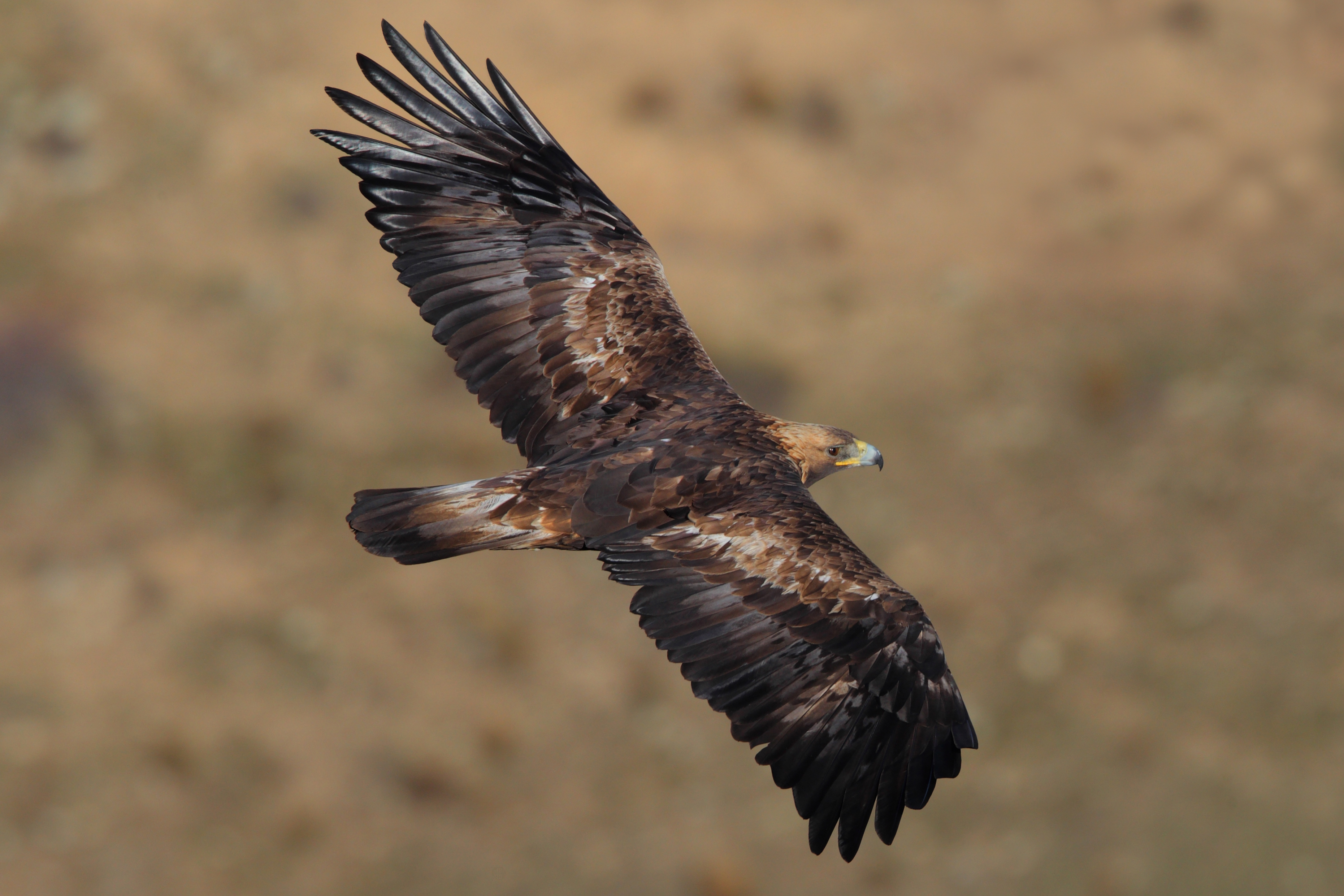
Águila real (Aquila chrysaetos)
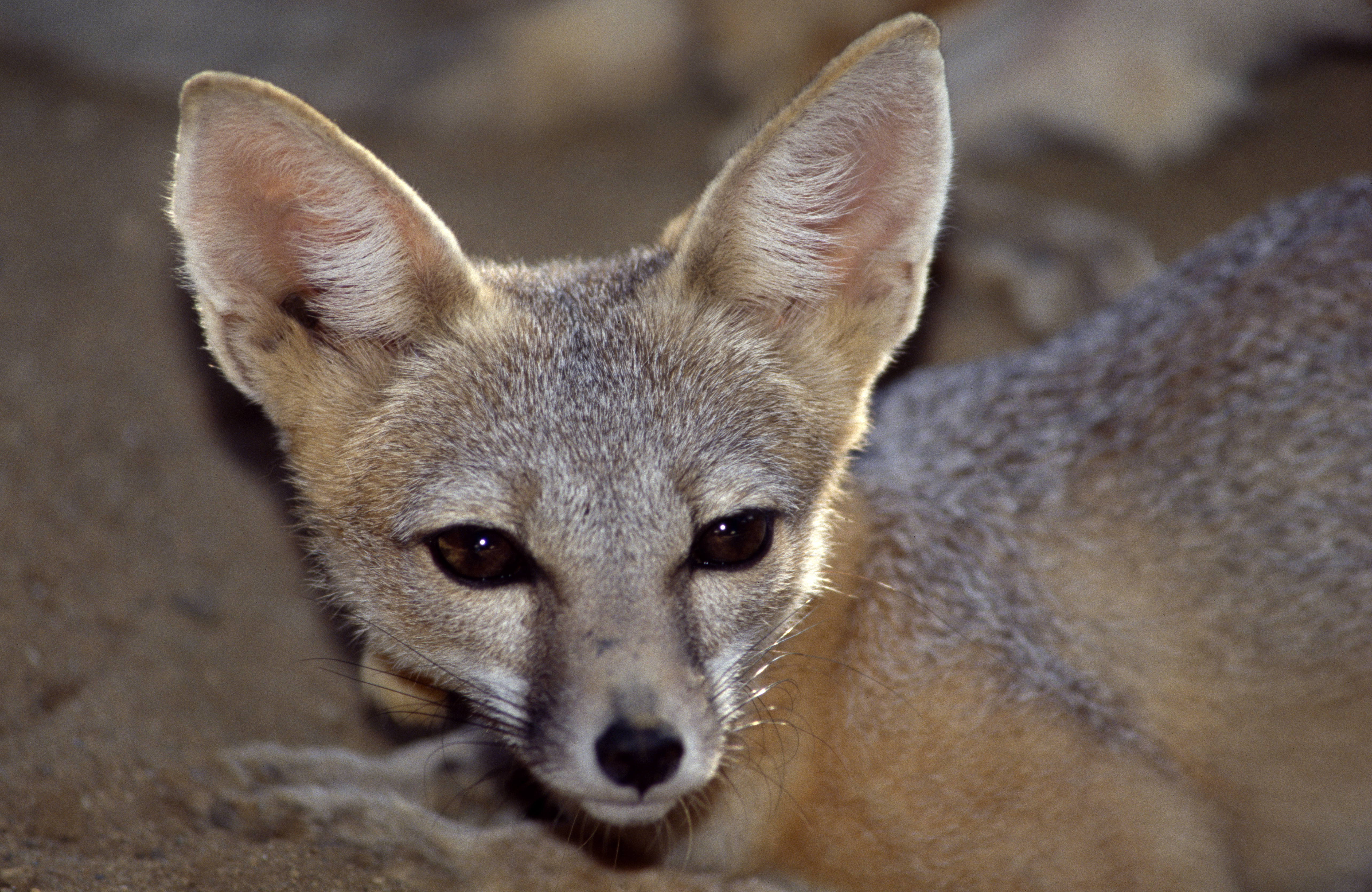
Zorra norteña (Vulpes macrotis)
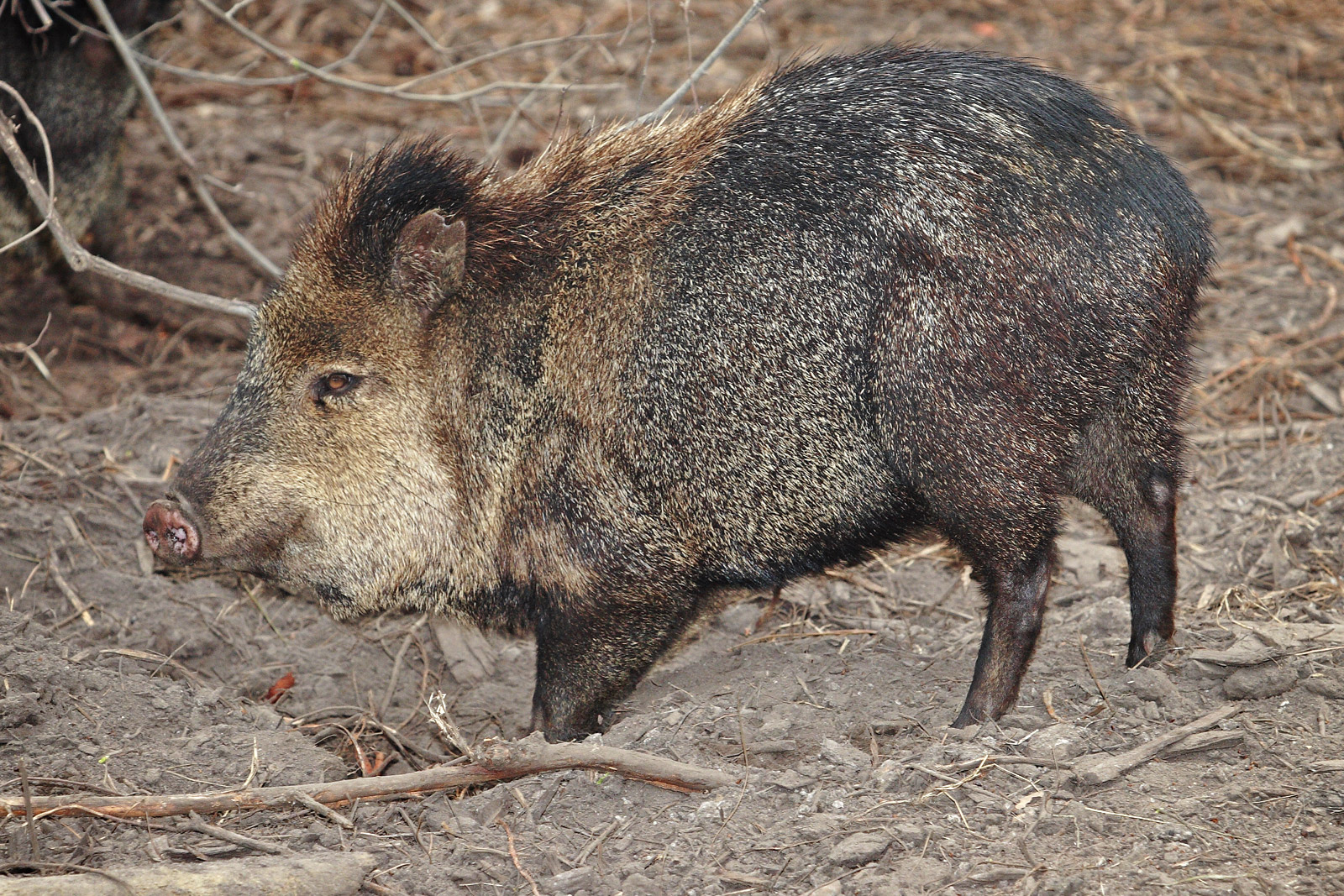
Pecarí de collar (Pecari tajacu)
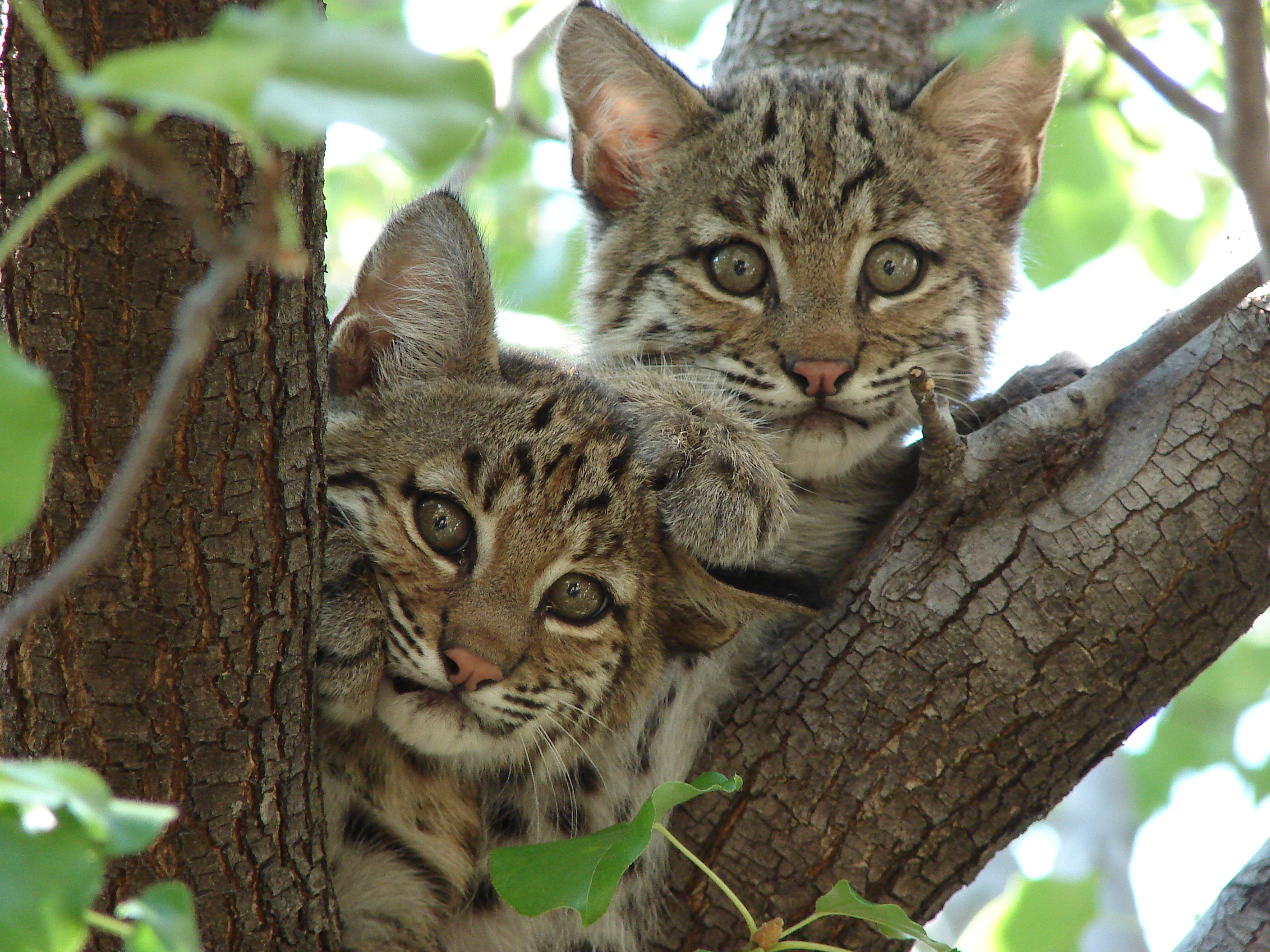
Lince rojo (Lynx rufus)
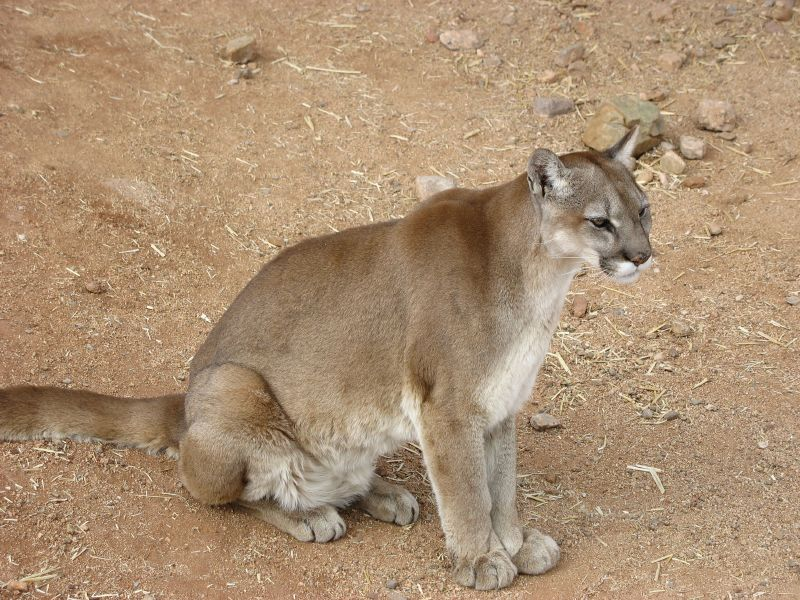
Puma (Puma concolor)
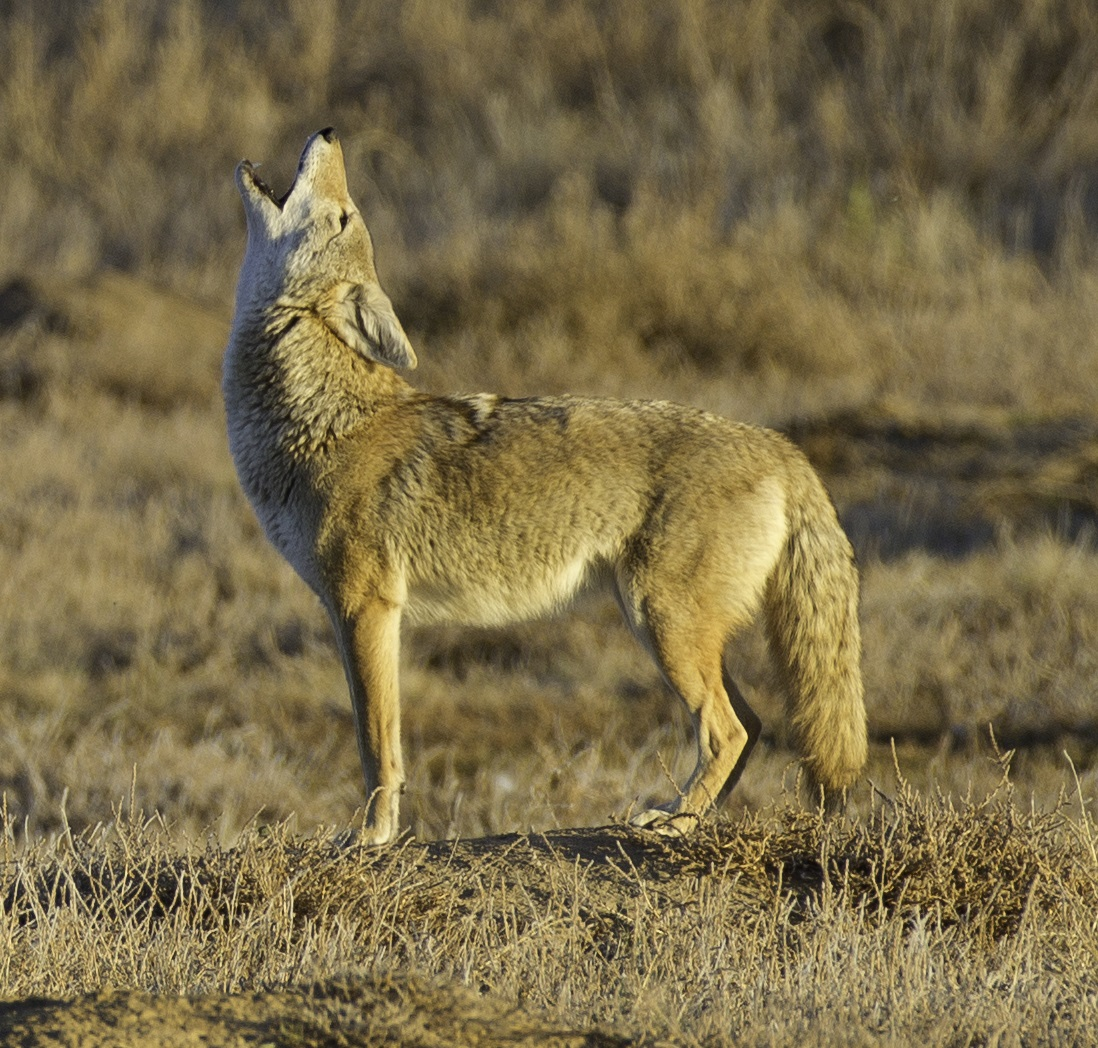
Coyote (Canis latrans)
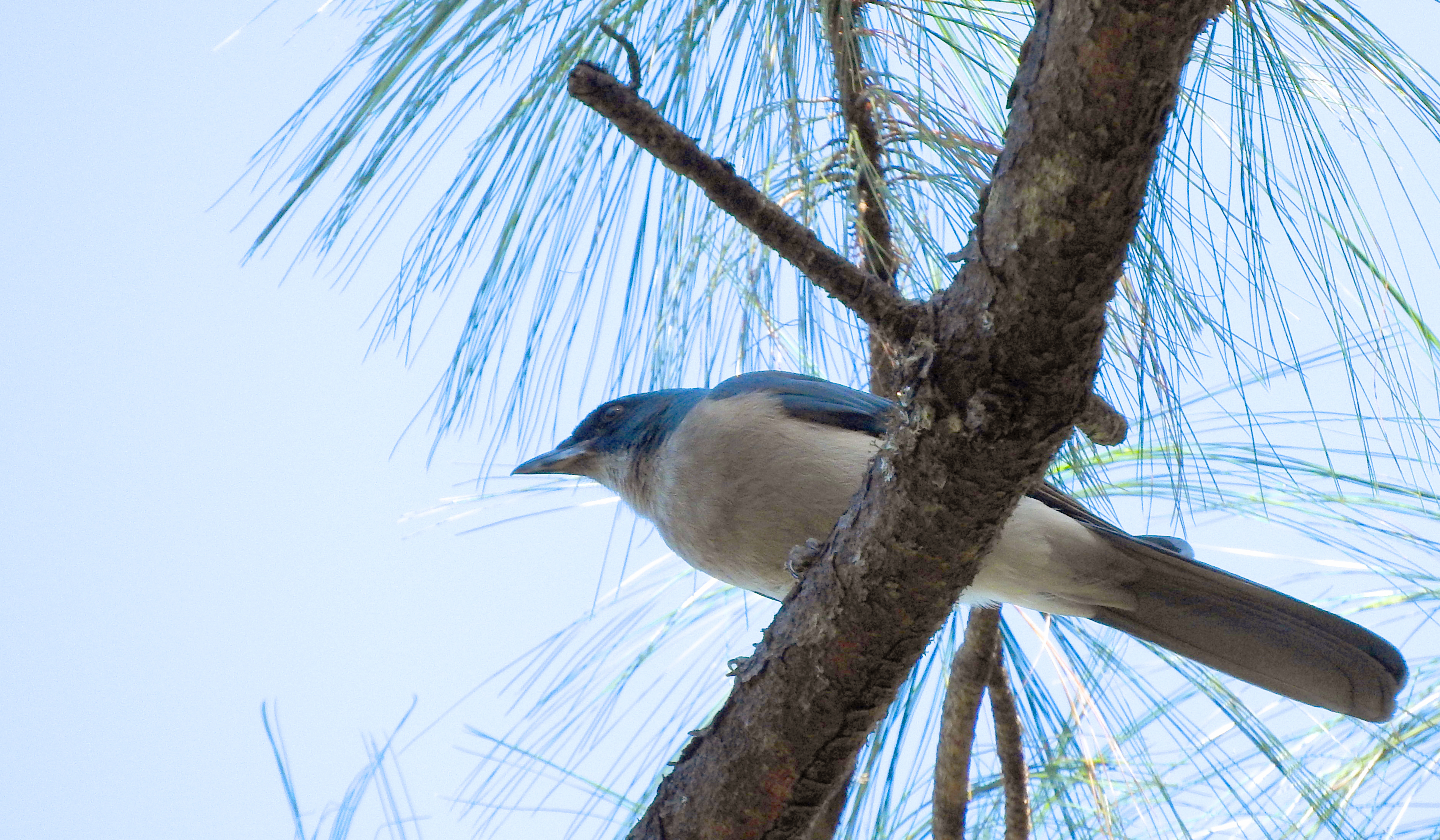
Chara mexicana (Aphelocoma ultramarina)
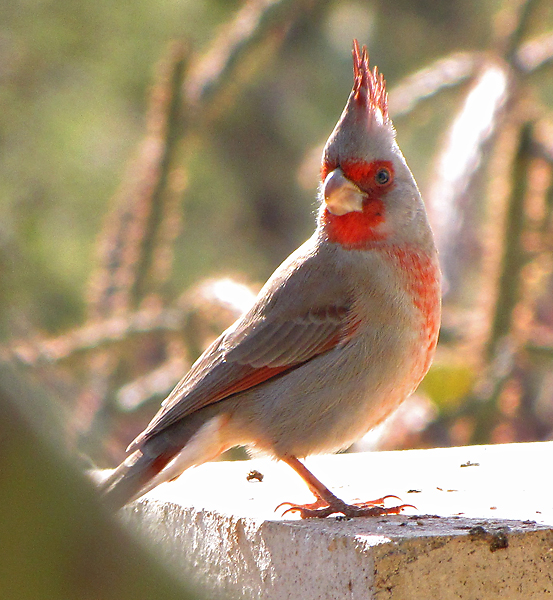
Cardenal pardo (Cardinalis sinuatus)

## Actividades recreativas
Es importante mencionar que a pesar de la intervención del hombre en el lugar y en zonas cercanas, la zona cuenta todavía con algunos de los ecosistemas originales de la región y que no han sufrido modificación en éstos por parte del hombre.
Es un lugar concurrido por los amantes de la naturaleza y de los deportes extremos, ya que las cimas y pendientes escarpadas se prestan para la escalada. Se pueden practicar deportes como el senderismo y el ciclismo. A pesar de que algunas de las áreas del lugar son propias para acampar, se tiene que tomar en cuenta la falta de servicios básicos como el agua y provisiones, que se pueden conseguir en algunas poblaciones cercanas.
El acceso al parque implica pagar un costo de $50 pesos mexicanos para adultos y $10 por niño, que presumiblemente son utilizados para la conservación y limpieza del parque nacional. El parque cuenta con cabañas en el acceso principal, áreas de acampar debidamente delimitadas, sendas marcadas, cestos para basura, áreas delimitadas para estacionamiento y una señalización adecuada para el uso y conservación del parque.

## Películas filmadas en el Parque Nacional Sierra de Órganos
Los paisajes de esta área natural han sido retratados por directores mexicanos y estadounidenses para la filmación de películas, principalmente del género western. Algunas de las películas filmadas en el lugar han sido interpretadas por actores de la talla de Anthony Quinn (Los cañones de Navarone) o Ringo Starr en El Cavernícola. Destaca la  fotografía y realismo de la película The War Vagon (1967) estelarizada por el legendario John Wayne acompañado del reconocido actor y productor Kirk Douglas; así mismo, las escenas iniciales de Gerónimo (1962) estelarizada por Chuck Connors; o La Revancha (1990) con Kevin Costner. Cabe destacar que Wayne también dirigió y protagonizó Los Invencibles (1969), junto a Antonio Aguilar y Pedro Armendáriz Jr; Big Jake (1971), Los Chacales del Oeste (1973), también conocida como "Ladrones de trenes", solo por destacar algunas de las decenas de películas que tuvieron por escenario los paisajes rocosos de Sierra de Órganos.
Por su parte, en las películas mexicanas filmadas aquí han sido protagonizadas por actores como María Félix, Pedro Armendáriz, Ignacio López Tarso, Julio Alemán y José Elias Moreno, en películas como La Cucaracha y El Tunco Maclovio.
Recientemente fueron filmadas algunas escenas de la película Bandidas, Cristiada y Dragonball Evolution.

## Galería
| Imágenes del Parque Nacional Sierra de Órganos |  |  |  |
|                                                |  |  |  |